# Pfarrkirche Uttendorf

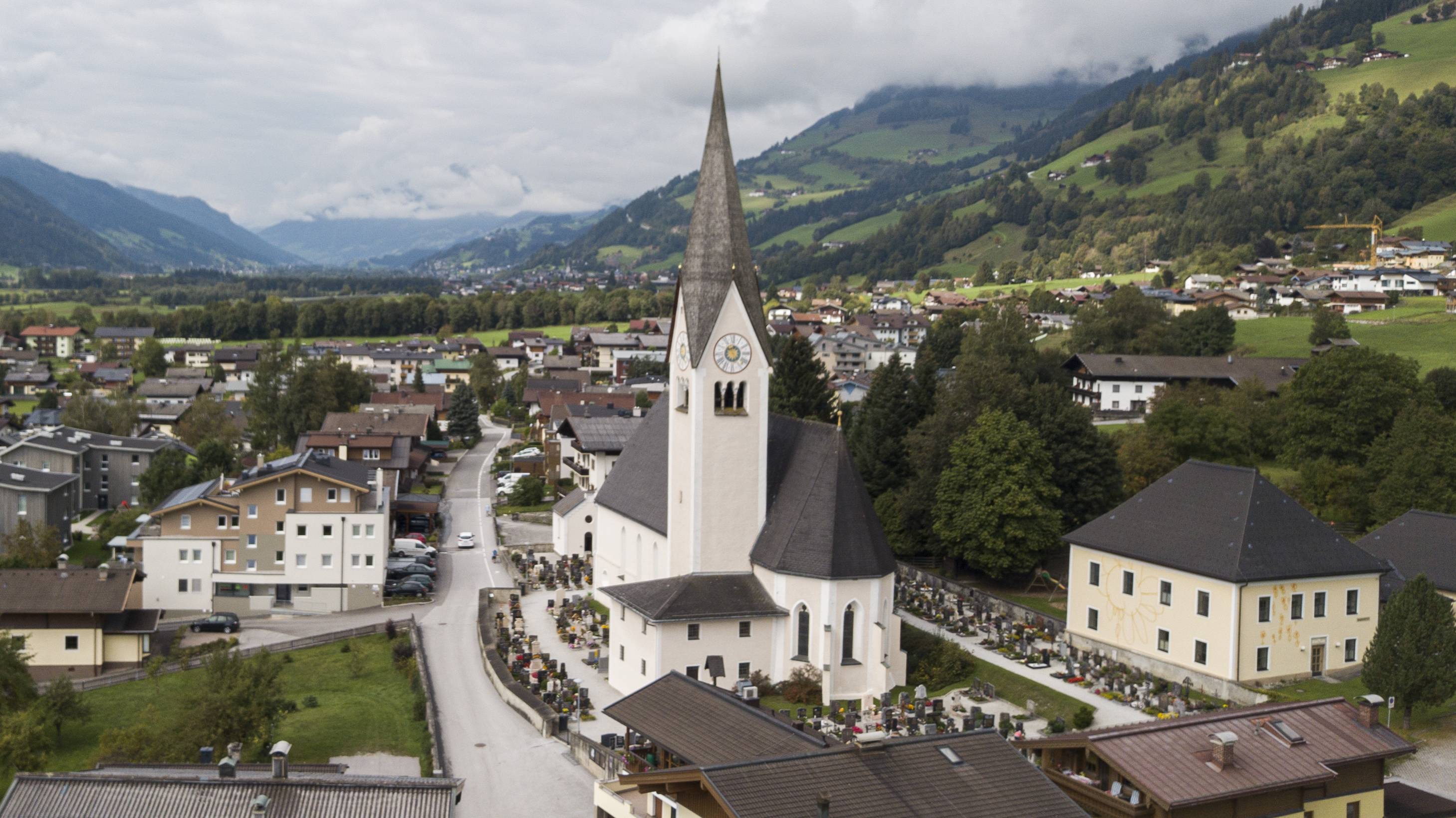
Katholische Pfarrkirche hl. Rupertus in Uttendorf

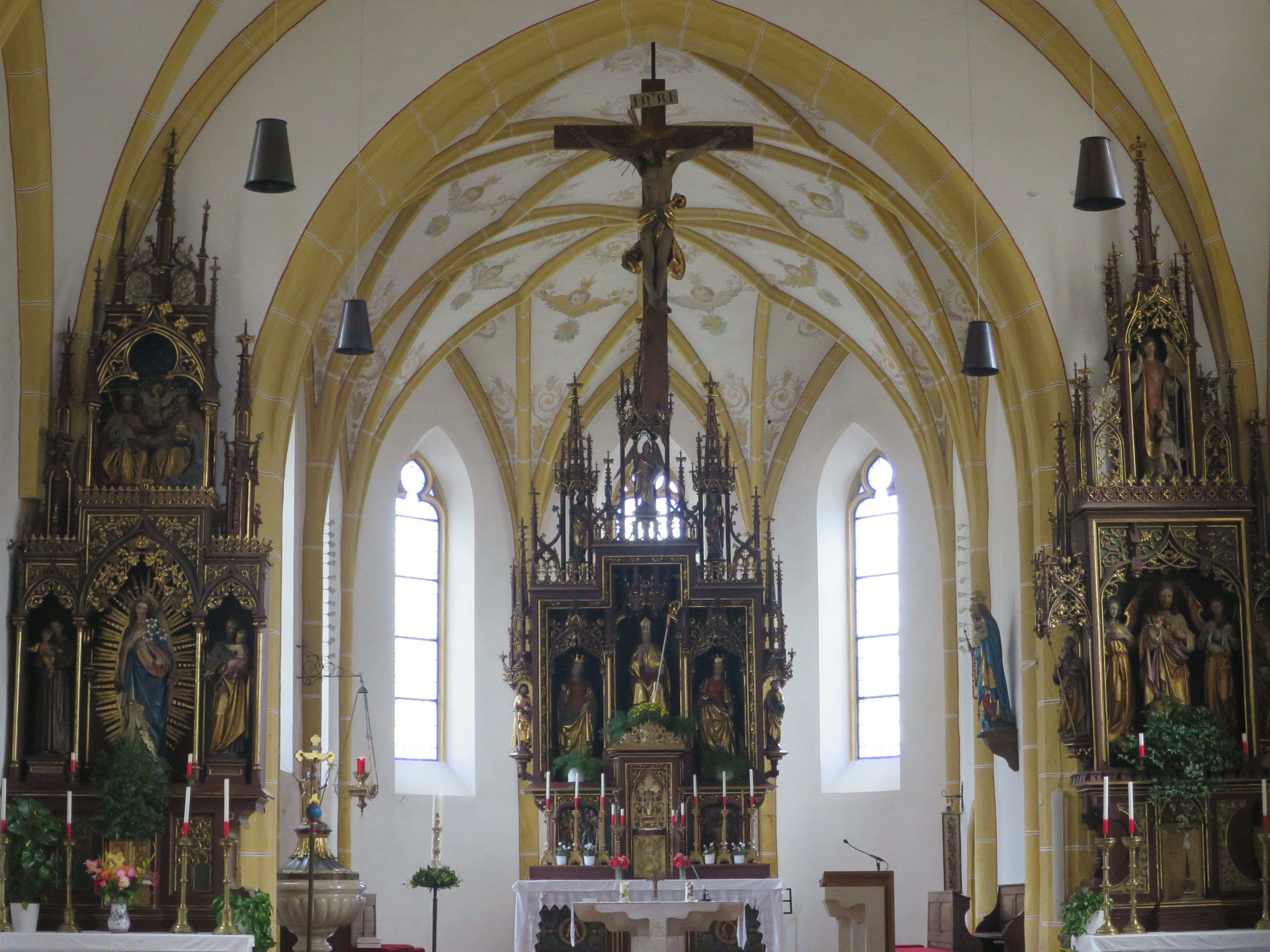
Langhaus, Blick zum Chor

Die römisch-katholische Pfarrkirche Uttendorf steht in der Ortsmitte der Gemeinde Uttendorf im Bezirk Zell am See im Land Salzburg. Die dem Patrozinium des Heiligen Rupert von Salzburg unterstellte Pfarrkirche gehört zum Dekanat Stuhlfelden in der Erzdiözese Salzburg. Die Kirche und der Friedhof stehen unter Denkmalschutz (Listeneintrag). Kirchenpatron ist Rupert von Salzburg.

## Geschichte
Urkundlich wurde 1320 eine Kirche genannt. Die heutige Kirche wurde im 15. Jahrhundert erbaut. In der zweiten Hälfte des 18. Jahrhunderts wurde das Langhaus teils neu gewölbt. Von 1892 bis 1894 wurde die Kirche regotisiert und 1976/1977 restauriert.
Die Pfarre wurde 1858 gegründet.

## Architektur
Der einschiffige spätgotische Kirchenbau mit einem Südturm ist von einem Friedhof umgeben. Im Friedhof steht die 1902 erbaute Lourdeskapelle.
Das Kirchenäußere zeigt ein Langhaus unter einem abgewalmten Satteldach, das Langhaus hat im Westen und Süden gekehlte Portale mit einem geraden Sturz. Der eingezogene Chor hat einen polygonalen Schluss und Strebepfeiler. Im südlichen Chorwinkel steht der im Kern spätgotische ungegliederte Turm mit Triforenfenstern und einem Giebelspitzhelm, östlich davon ist die im Kern spätgotische Sakristei angebaut.
Das sechsjochige Langhaus hat ein Netzrippengewölbe, die gotischen Rippen wurden abgeschlagen und 1892 erneuert. Die Westempore über zwei Joche hat eine neugotische Brüstung. Der zweijochige Chor mit einem Fünfachtelschluss hat ein Netzrippengewölbe, in der Südwand öffnet sich ein spätgotisches gekehltes spitzbogiges als Zugang zur Sakristei.
Die Deckenmalereien und ein Fragment einer Malerei an der Südwand des Chores entstanden um 1600.

## Einrichtung
Den Hochaltar schuf Johann Ripper 1894, er trägt die Figuren hl. Rupertus und im Aufsatz hl. Michael geschaffen von Johann Piger 1894, die Figuren der Heiligen Barbara und Katharina entstanden um 1470. Die spätgotischen Konsolfiguren der Heiligen Peter und Paul und  die Figuren der Heiligen Judas Thaddäus und  Johannes Evangelist im Gesprenge entstanden in der ersten Hälfte des 16. Jahrhunderts: Die Reliefs Judaskuss und Dornenkrönung entstanden im Anfang des 16. Jahrhunderts.
Die Seitenaltäre entstanden 1894, die Figuren schuf J. Bachlechner, links Immaculata, die Heiligen Antonius von Padua und Josef von Nazaret, darüber Dreifaltigkeit, rechts Herz Jesu und die Heiligen Virgil, Bischof, darüber Schutzengel.
Die neugotische Kanzel trägt auf dem Schalldeckel die Figur hl. Gregor 1894. Der Taufstein trägt die Figur hl. Johannes der Täufer um 1800. Die Konsolfigur hl. Margaretha entstand um 1740. Das Kruzifix entstand wohl im 16. Jahrhundert. Die Vierzehn Kreuzwegbilder entstanden 1894.
Die Orgel ist ein Werk des Orgelbauers Rochus Egedacher aus dem Jahr 1750.